# Вабр-Тізак
Вабр-Тіза́к (фр. Vabre-Tizac) — колишній муніципалітет у Франції, у регіоні Окситанія, департамент Аверон. Населення — 434 осіб (2011).
Муніципалітет був розташований на відстані близько 510 км на південь від Парижа, 95 км на північний схід від Тулузи, 35 км на захід від Родеза.

## Історія
До 2015 року муніципалітет перебував у складі регіону Південь-Піренеї. Від 1 січня 2016 року належав до нового об'єднаного регіону Окситанія.
1 січня 2016 року Вабр-Тізак, Ла-Бастід-л'Евек i Сен-Сальваду було об'єднано в новий муніципалітет Ле-Ба-Сегала.

## Демографія
Динаміка населення (INSEE ):
Розподіл населення за віком та статтю (2006):
| Стать | Всього | До 15 років | 15-24 | 25-44 | 45-64 | 65-85 | Понад 85 |
| --- | ------ | ----------- | ----- | ----- | ----- | ----- | -------- |
| Чоловіки | 232    | 40          | 8     | 60    | 56    | 68    | 0        |
| Жінки | 196    | 24          | 4     | 68    | 28    | 68    | 4        |
| \| Статево-вікова піраміда \| Статево-вікова піраміда \| Статево-вікова піраміда \| \| ----------------------- \| ----------------------- \| ----------------------- \| \| Чоловіки \| Вік \| Жінки \| \| 0 \| 85 + \| 4 \| \| 12 \| 80-84 \| 0 \| \| 36 \| 75-79 \| 20 \| \| 20 \| 70-74 \| 28 \| \| 0 \| 65-69 \| 20 \| \| 12 \| 60-64 \| 4 \| \| 12 \| 55-59 \| 16 \| \| 12 \| 50-54 \| 4 \| \| 20 \| 45-49 \| 4 \| \| 24 \| 40-44 \| 20 \| \| 12 \| 35-39 \| 16 \| \| 12 \| 30-34 \| 24 \| \| 12 \| 25-29 \| 8 \| \| 4 \| 20-24 \| 4 \| \| 4 \| 15-20 \| 0 \| \| 20 \| 10-14 \| 8 \| \| 12 \| 5-9 \| 12 \| \| 8 \| 0-4 \| 4 \| |        |             |       |       |       |       |          |
| Статево-вікова піраміда |        |             |       |       |       |       |          |
| Чоловіки | Вік    | Жінки       |       |       |       |       |          |
| 0 | 85 +   | 4           |       |       |       |       |          |
| 12 | 80-84  | 0           |       |       |       |       |          |
| 36 | 75-79  | 20          |       |       |       |       |          |
| 20 | 70-74  | 28          |       |       |       |       |          |
| 0 | 65-69  | 20          |       |       |       |       |          |
| 12 | 60-64  | 4           |       |       |       |       |          |
| 12 | 55-59  | 16          |       |       |       |       |          |
| 12 | 50-54  | 4           |       |       |       |       |          |
| 20 | 45-49  | 4           |       |       |       |       |          |
| 24 | 40-44  | 20          |       |       |       |       |          |
| 12 | 35-39  | 16          |       |       |       |       |          |
| 12 | 30-34  | 24          |       |       |       |       |          |
| 12 | 25-29  | 8           |       |       |       |       |          |
| 4 | 20-24  | 4           |       |       |       |       |          |
| 4 | 15-20  | 0           |       |       |       |       |          |
| 20 | 10-14  | 8           |       |       |       |       |          |
| 12 | 5-9    | 12          |       |       |       |       |          |
| 8 | 0-4    | 4           |       |       |       |       |          |

## Економіка
2010 року серед 248 осіб працездатного віку (15—64 років) 167 були активними, 81 — неактивною (показник активності 67,3%, у 1999 році було 67,2%). З 167 активних мешканців працювало 147 осіб (80 чоловіків та 67 жінок), безробітними було 20 (8 чоловіків та 12 жінок). Серед 81 неактивної 18 осіб було учнями чи студентами, 38 — пенсіонерами, 25 були неактивними з інших причин.

У 2010 році у муніципалітеті числилось 166 оподаткованих домогосподарств, у яких проживали 403,0 особи, медіана доходів виносила 13 345 євро на одного особоспоживача.